# Botucaraitherium
Botucaraitherium — вимерлий рід прозостродонтових цинодонтів із пізньокарнійської зони скупчення Riograndia у формації Candelária у басейні Парани на південному сході Бразилії. Відомий з одного типового виду Botucaraitherium belarminoi. Назва роду походить від пагорба Ботукараї, який домінує в ландшафті Канделарія, Ріу-Гранді-ду-Сул. Видовий епітет вшановує Беларміно Стефанелло, волонтера Муніципального музею Арістідеса Карлоса Родрігеса, який знайшов скам'янілість.